# Wawrzyn Akademicki

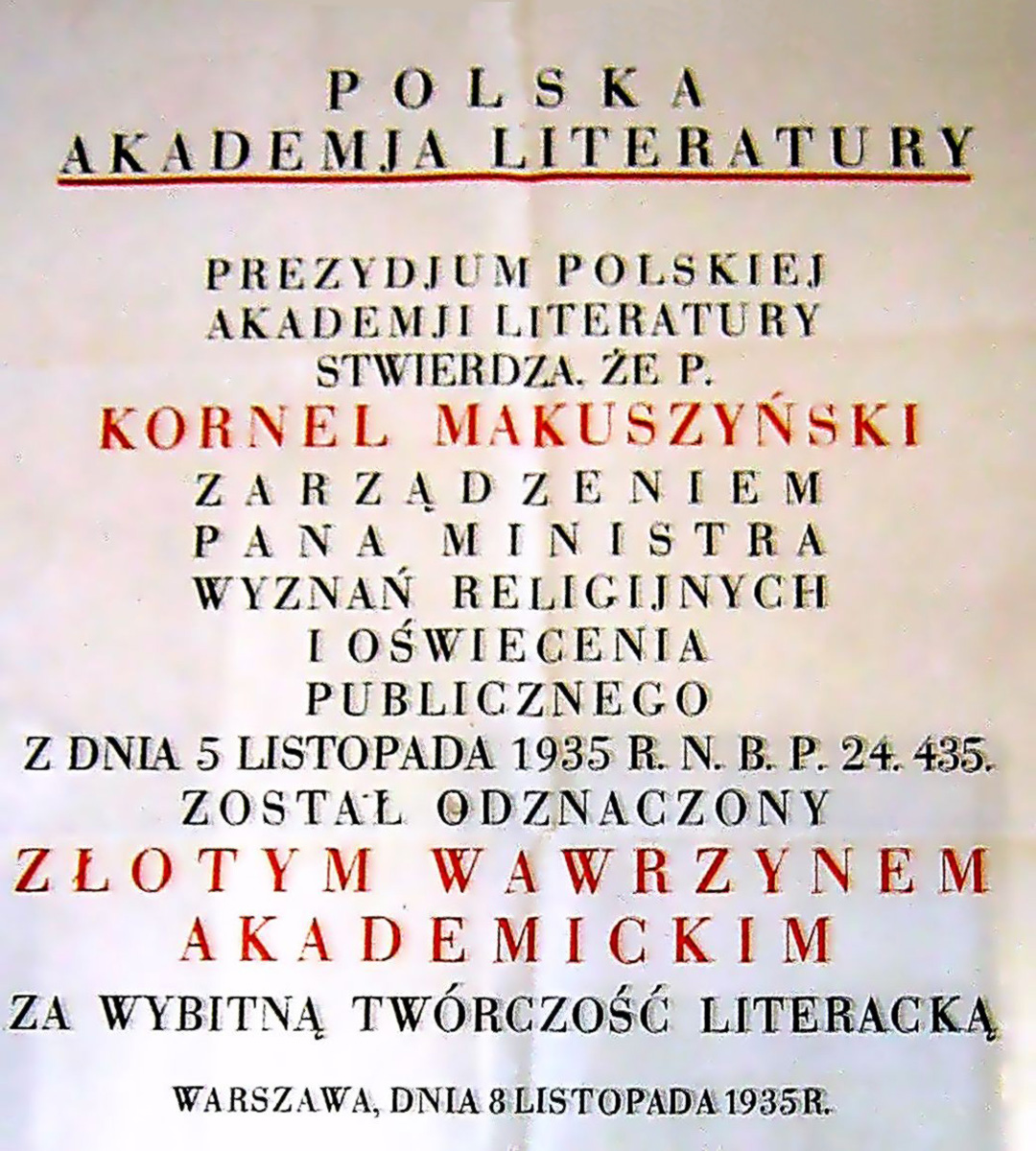
Dyplom przyznania dnia 5 listopada 1935 roku Złotego Wawrzynu Polskiej Akademii Literatury Kornelowi Makuszyńskiemu

Wawrzyn Akademicki – polskie odznaczenie ustanowione w 1934 r., w okresie II Rzeczypospolitej przyznawane corocznie osobom zasłużonym dla literatury na wniosek Polskiej Akademii Literatury. 

## Ustanowienie odznaczenia
Odznaczenie zostało ustanowione Zarządzeniem Ministra Wyznań Religijnych i Oświecenia Publicznego z dnia 21 lutego 1934 r.

## Zasady nadawania
Wawrzyn był nadawany osobom, które zasłużyły się dla polskiej literatury przez:
1. wybitną twórczość literacką,
2. wybitną działalność w dziedzinie opieki nad piśmiennictwem polskim,
3. wybitną pracę wydawniczą, organizacyjną itp. w dziedzinie literatury pięknej,
4. szerzenie zamiłowania do literatury polskiej,
5. krzewienie czytelnictwa,
6. przyczynianie się do wzrostu zainteresowania polską twórczością literacką.

Odznaczenie nadawał Minister Wyznań Religijnych i Oświecenia Publicznego na wniosek Polskiej Akademii Literatury.
Osoby odznaczone Wawrzynem otrzymywały – oprócz odznaki – dyplom stwierdzający nadanie odznaczenia z wyszczególnieniem nagrodzonych zasług.
Osoby odznaczone Wawrzynem pokrywały rzeczywiste koszty wykonania odznaczenia.
Odznaczenie było dwustopniowe:
- I stopień – Złoty Wawrzyn Akademicki
- II stopień – Srebrny Wawrzyn Akademicki

Do osób, które były odznaczone tym odznaczeniem, należeli wybitni przedstawiciele ówczesnej kultury polskiej.

## Opis odznaczenia
Odznaka złotego Wawrzynu, o średnicy 38 mm, składała się z sześciu złotych ramion złączonych ażurowymi polami; w środku na skrzyżowaniu ramion eliptyczne pole pokryte czerwoną emalią, na emalii znajdował się srebrny monogram „AL”, odwrotna strona była złota i gładka.
Odznaka srebrnego Wawrzynu, o średnicy 38 mm, składała się z sześciu srebrnych ramion złączonych ażurowymi polami; w środku na skrzyżowaniu ramion eliptyczne pole pokryte żółtą emalią, na emalii znajdował się srebrny monogram „AL”, odwrotna strona była srebrna i gładka.
Wstążka obu stopni Wawrzynów była zielona z białymi paskami. Miała szerokość 37 mm. Wawrzyn był przymocowany do wstążki za pomocą złotego lub srebrnego kółka.
Baretka miała analogiczny kolor i była taka sama dla obu stopni odznaczenia.

## Odznaczeni
Pełna lista odznaczonych Złotym Wawrzynem w układzie chronologicznym i z podziałem na kategorie zob. Odznaczeni Złotym Wawrzynem Akademickim.
Układ alfabetyczny: